# ماموناتا نيكيما
ماموناتا نيكيما (بالفرنسية: Mamounata Nikiéma)، هي مُنتجة ومُخرجة بوركينابية.

## أعمالها

### الإخراج
- «أنوار أكتوبر» (بالفرنسية: Lumière d'octobre) (2015)، فيلم وثائقي من 75 دقيقة حول انتفاضة بوركينا فاسو 2014.[2][3][5]
- «رُؤية أفريقيا» (بالفرنسية: Vue d'Afrique) (2013).[6]
- «اعرف السبب» (بالفرنسية: Savoir raison garder) (2011).[2][3]
- «يوم مع عائشة» (بالفرنسية: Une journée avec Aïcha) (2011)[2][7]
- «كونكولي، الضحك الباكي في دارسلامي» (بالفرنسية: Kounkoli, le pleurer rire à Darsalamé) (2009)[8]
- «هل تأكل أرز الوادي» (بالفرنسية: Manges-tu le riz de la vallée) (2008)[2]

### الإنتاج
- «النساء، كل النساء» (بالفرنسية: Femmes, entièrement femmes) (2013)[9]

## روابط خارجية
ماموناتا نيكيما على موقع IMDb (الإنجليزية)